# Papa Gregorio XV
Gregorio XV, in latino Gregorius PP. XV, nato Alessandro Ludovisi (Bologna, 9 gennaio 1554 – Roma, 8 luglio 1623), è stato il 234º papa della Chiesa cattolica dal 1621 alla morte.

## Biografia
Alessandro Ludovisi nacque a Bologna da Pompeo Ludovisi (conte di Samoggia e Tiola) e Camilla Bianchini, ottavo figlio e terzo maschio della coppia. Suo nonno era il duca di Samoggia. Suo fratello fu Orazio, da lui creato I duca di Fiano. Dal 1569 al 1571 il Ludovisi studiò filosofia e teologia al Collegio dei Gesuiti di Roma. Successivamente studiò diritto al Collegio Germanico e si addottorò in utroque iure nell'ateneo di Bologna il 4 luglio 1575. Pochi giorni dopo il completamento degli studi, il 23 giugno era già a Roma.
Dopo aver ricevuto gli ordini sacri, iniziò una rapida ascesa negli incarichi più delicati all'interno della Curia romana. Nel 1597 fu nominato Arcivescovo vicegerente della diocesi di Roma.
Nel 1612 divenne arcivescovo di Bologna e si trasferì nel capoluogo emiliano. Fu consacrato il 1º maggio nella chiesa di Sant'Andrea al Quirinale dal cardinale Scipione Caffarelli-Borghese, co-consacranti Fabio Biondi, patriarca titolare di Gerusalemme e Volpiano Volpi, arcivescovo di Chieti.
Come arcivescovo di Bologna, nel 1616 fu nominato nunzio straordinario in Savoia per dirimere la controversia sul Monferrato tra il Duca di Savoia Carlo Emanuele e il re di Spagna Filippo III.
Nel concistoro del 19 settembre 1616 papa Paolo V lo nominò cardinale e il 3 dicembre 1618 ricevette il titolo di Santa Maria in Traspontina.

### Cronologia incarichi
- Giurisperito per il Comune di Roma;
- 13 luglio 1594: è referendario presso il tribunale della Segnatura apostolica;
- 13 agosto 1599: il cardinale vicario di Roma Girolamo Rusticucci lo nomina suo segretario;
- 2 aprile 1597 – maggio 1598: è Arcivescovo vicegerente della diocesi di Roma;
- 17 agosto 1599: è uditore presso il Tribunale della Rota Romana;
- Fu rettore dell'Università La Sapienza;
- 2 aprile 1612 – 9 febbraio 1621: è arcivescovo di Bologna;
- 13 agosto 1616: è nominato nunzio apostolico presso il Duca di Savoia;
- 19 settembre 1616: Paolo V lo crea cardinale presbitero;
- 3 dicembre 1618: assume il titolo cardinalizio di Santa Maria in Traspontina;
- 9 febbraio 1621: elezione a romano pontefice. Ludovisi fu il primo papa ad essere stato educato in un collegio di Gesuiti.

### Il conclave del 1621
Dopo la morte di papa Paolo V il 28 gennaio 1621, i cardinali entrarono in conclave l'8 febbraio. Gregorio XV fu eletto il giorno dopo (9 febbraio) nella Cappella Paolina del Palazzo Vaticano. Il 14 febbraio fu incoronato nella basilica di San Pietro in Vaticano dal cardinale protodiacono Andrea Baroni Peretti Montalto, al suo terzo conclave. Nella scelta del nome pontificale si ispirò probabilmente a Gregorio XIII (1572-1585), bolognese di nascita come lo stesso Ludovisi. Il 14 maggio il nuovo pontefice prese possesso dell'arcibasilica del Laterano.

## Il Pontificato
- Sovrintendente generale: Ludovico Ludovisi (1621-1623)
- Vice-Cancelliere: Alessandro Damasceni Peretti (1589-1623)
- Camera Apostolica:
  - Camerlengo: Ludovico Ludovisi (1621-1623)
  - Tesoriere: Costanzo Patrizi (1615–1624)
- Congregazioni
  - Inquisizione:  Giovanni Garzia Millini (1616-1629)
  - Indice: ...
  - Concilio: Roberto Ubaldini (1621-1623)
- Tribunali della Curia
  - Penitenziere Maggiore: Scipione Caffarelli-Borghese (1610-1633)
  - Prefetto della Segnatura Apostolica:Maffeo Barberini (1610-1623)
  - Decani della Rota Romana: Giovanni Battista Coccini (1612-1641)
- Vicario per la diocesi di Roma: Giovanni Garzia Millini (1610-1629)

### Riforma delle regole del conclave
Gregorio XV cercò di porre un argine alle ingerenze degli Stati cattolici nell'elezione pontificia. La Spagna, la Francia e l'Austria, infatti, ad ogni elezione papale esercitavano la loro decisiva influenza tramite i rispettivi porporati presenti in conclave, infrangendo il principio di fede secondo il quale l'elezione del nuovo pontefice avviene per opera e virtù dello Spirito Santo. A tal fine emanò il 15 novembre 1621 la costituzione apostolica Aeterni Patris Filius, seguita, il 12 marzo 1622, dalla bolla Decet Romanum Pontificem, mediante le quali veniva riaffermata la necessità della clausura per il Conclave, nonché l'obbligo dell'elezione mediante una maggioranza dei due terzi del collegio cardinalizio, oltre a tutta una serie di atti formali a garanzia degli obblighi testé citati.

### Relazioni con le istituzioni della Chiesa
Approvazioni pontificie

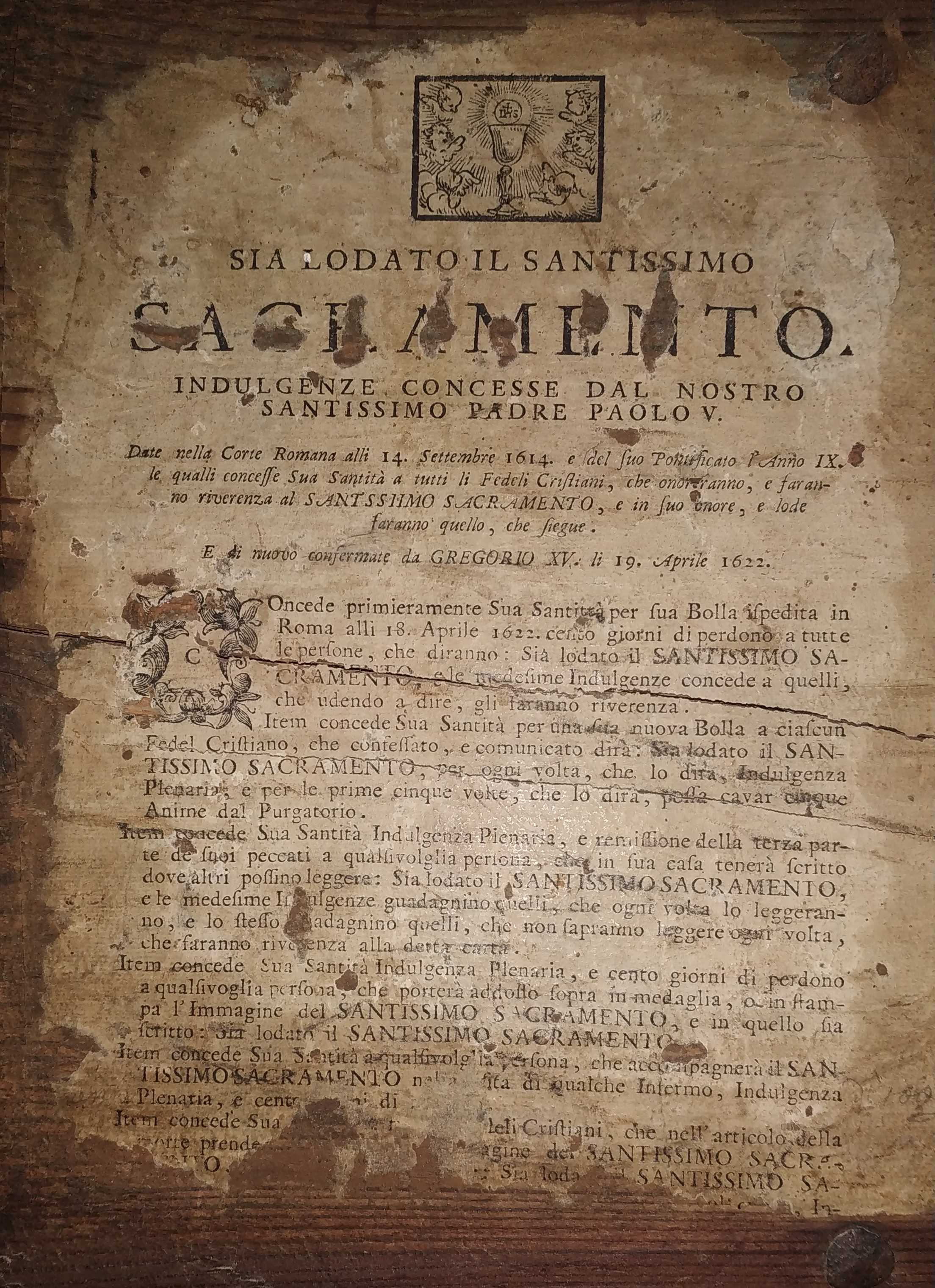
Indulgenza del 19 aprile 1622 - Monastero San Pietro in Lamosa.

- Gregorio XV consentì ai Francescani di riformare l'istituto del vicario generale;
- Approvò la Congregazione di San Mauro (17 maggio 1621)[1];
- Consentì ai Mercedari scalzi di eleggere un vicario generale e proibì ai "calzati" di interferire nella vita di quel ramo dell'ordine (26 novembre 1621)[2];
- Riconobbe gli Scolopi, elevandoli a ordine regolare (18 novembre 1621).

Istituzioni
- Gregorio XV fondò la Congregatio de Propaganda Fide (oggi Congregazione per l'evangelizzazione dei popoli) con la bolla Inscrutabili Divinae Providentiae del 22 giugno 1622. Incaricata della diffusione della fede, nacque come organismo che soprintendeva a tutta l'attività missionaria della Chiesa.

### Decisioni in materia liturgica
- Con la bolla Universi Dominici Gregis (30 agosto 1622), il pontefice stabilì che in alcuni casi il segreto della confessione potesse essere violato (per esempio, il confessore può obbligare il penitente a denunciare un reato subito);
- Approvò le innovazioni rituali introdotte nell'India meridionale (Malabar) dal missionario gesuita Roberto de Nobili (lettera Romanae sedis, 31 gennaio 1623).
- Nel 1621 fissò la data della Festa di San Giuseppe il giorno 19 marzo. Consentì anche la memoria religiosa dell'arcivescovo Beato Ambrogio Sansedoni (1220-1286) e, il 17 febbraio 1623, del Beato Bruno di Colonia.

### Decisioni in materia teologica
- Gregorio XV proibì la difesa anche in privato (cioè nelle discussioni tra dotti) di opinioni negazioniste sull'Immacolata concezione (1622). Il suo predecessore Paolo V aveva proibito di attaccare in pubblico il dogma[3];
- Il pontefice confermò la condanna dell'eresia degli Alumbrados (Illuminati), nata in Spagna nel XVI secolo;
- Gregorio XV introdusse la pena di morte per i colpevoli di apostasia al demonio e per chi avesse causato la morte di una persona attraverso riti magici (bolla Omnipotentis dei del 20 marzo 1623)[4]. Fu l'ultimo atto ufficiale di un papa sulla stregoneria.

### Relazioni con i monarchi europei
Gregorio XV salì al Soglio pontificio durante la Guerra dei trent'anni. Sua principale preoccupazione fu quella di creare le condizioni affinché tornasse la pace tra le nazioni europee. Inoltre il pontefice si impegnò ai fini della restaurazione del cattolicesimo nei Paesi dove era stato sradicato dai monarchi protestanti.
La diplomazia pontificia nella Guerra dei trent'anni
Il pontefice inviò presso l'imperatore Ferdinando II il nunzio Carlo Carafa (1584-1644). Egli rimase alla corte di Vienna per sette anni (1621-28). Contribuì alla soluzione della crisi dinastica nel Ducato di Lorena ed operò a favore della ricattolicizzazione di Germania, Boemia, Moravia e Ungheria. Ottenne la nomina di un cattolico, Massimiliano di Baviera a principe elettore del Palatinato. In questo modo i cattolici raggiunsero la maggioranza all'interno del collegio dei principi elettori. Come riconoscenza per la preferenza accordatagli, Massimiliano donò alla Santa Sede la Biblioteca Palatina di Heidelberg. I libri furono trasferiti a Roma; da allora sono conservati nella Biblioteca apostolica vaticana.
Nel periodo in cui il cardinal Carafa fu nunzio a Vienna, Rodolfo Massimiliano (1596-1647) figlio del duca di Sassonia-Lauenburg, si convertì al cattolicesimo. La Santa Sede sostenne finanziariamente la Lega cattolica formata dagli stati tedeschi cattolici in opposizione all'Unione Evangelica creata dagli stati protestanti.
Relazioni con la Francia
La Francia era attraversata da contrasti confessionali. Gregorio XV sottolineò la necessità di continuare la lotta agli ugonotti e ripristinare l'unità religiosa della nazione. Fu Gregorio XV a creare cardinale Armand-Jean du Plessis, passato alla storia come il cardinale Richelieu.

La Santa Sede fece da mediatore tra la Francia e gli Asburgo, che si contesero i Grigioni e la Valtellina nella Guerra di Valtellina (1620-1639).
Relazioni con la Polonia
Gregorio XV sostenne il re di Polonia Sigismondo III nella sua lotta contro l'Impero ottomano.
Relazioni con l'Inghilterra
In una nazione dove il cattolicesimo era stato quasi completamente sradicato, suscitò nuove speranze il progetto di matrimonio tra l'erede al trono d'Inghilterra Carlo, figlio di Giacomo I e l'Infanta di Spagna Maria Anna d'Asburgo. Ma le trattative tra Londra e Madrid non andarono a buon fine.
Nel 1622 Gregorio XV creò il Vicariato apostolico d'Inghilterra. Il 15 marzo 1623 nominò il primo vescovo cattolico per Inghilterra, Galles e Scozia nella persona di William Bishop. Siccome il cattolicesimo era proibito sin dal 1559, il pontefice gli assegnò il titolo di vescovo titolare di Calcedonia.

### Patrono di arti e scienze

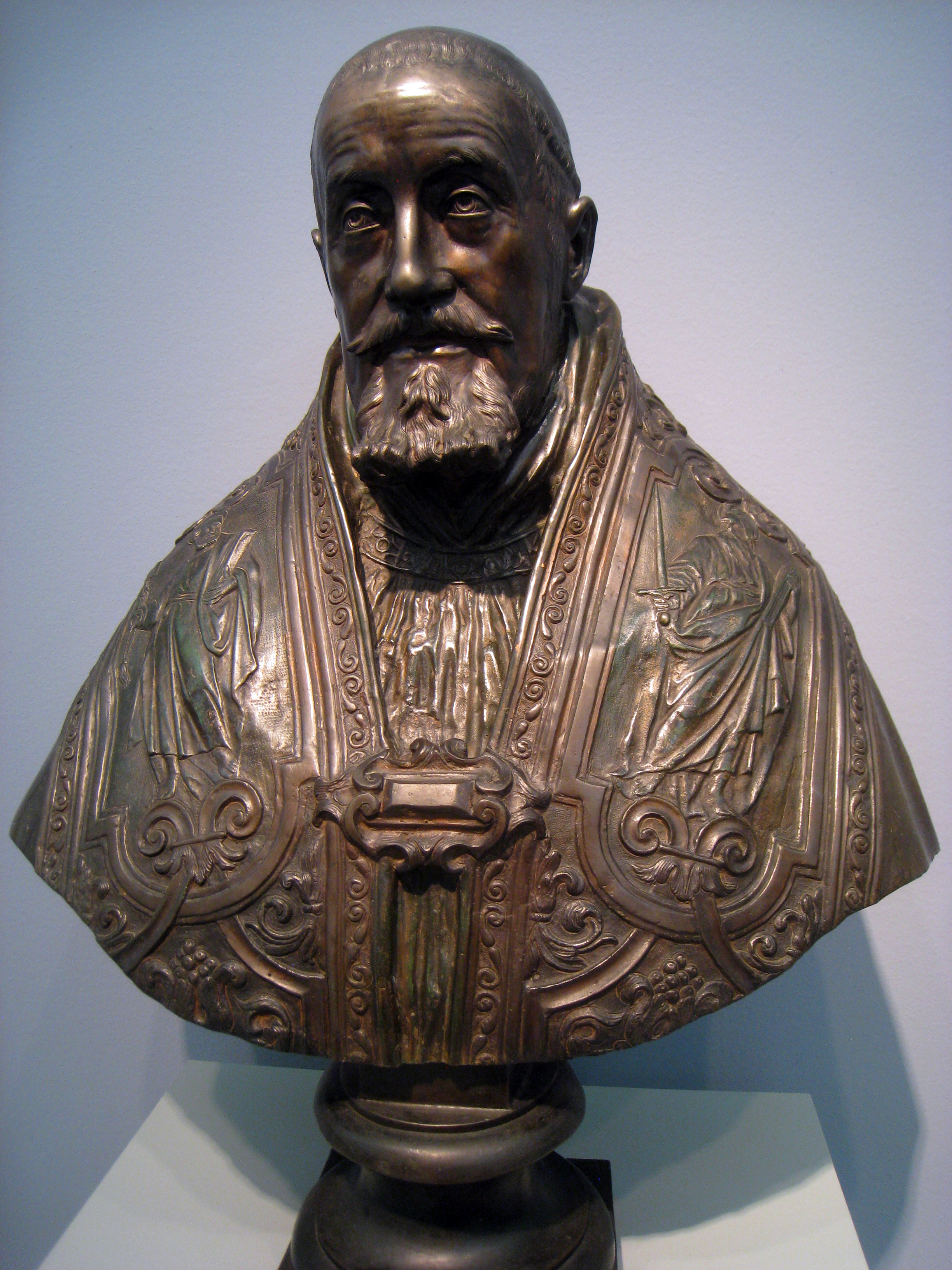
Busto di papa Gregorio XV, realizzato da Gian Lorenzo Bernini.

Papa Gregorio XV fu un mecenate del Domenichino e del Guercino. A quest’ultimo in particolare commissionò la grande pala d'altare con la Sepoltura e gloria di santa Petronilla, collocata sull'altare dedicato alla stessa santa nella basilica di San Pietro in Vaticano (ora nei Musei Capitolini), una delle opere più importanti mai licenziate dal Guercino, capolavoro del soggiorno romano del pittore di Cento.
Istituì il Collegio benedettino di Roma (18 marzo 1621).
Consentì alla Compagnia di Gesù il privilegio di conferire il titolo di dottore (Bolla In eminenti del 1621).

## Morte e sepoltura

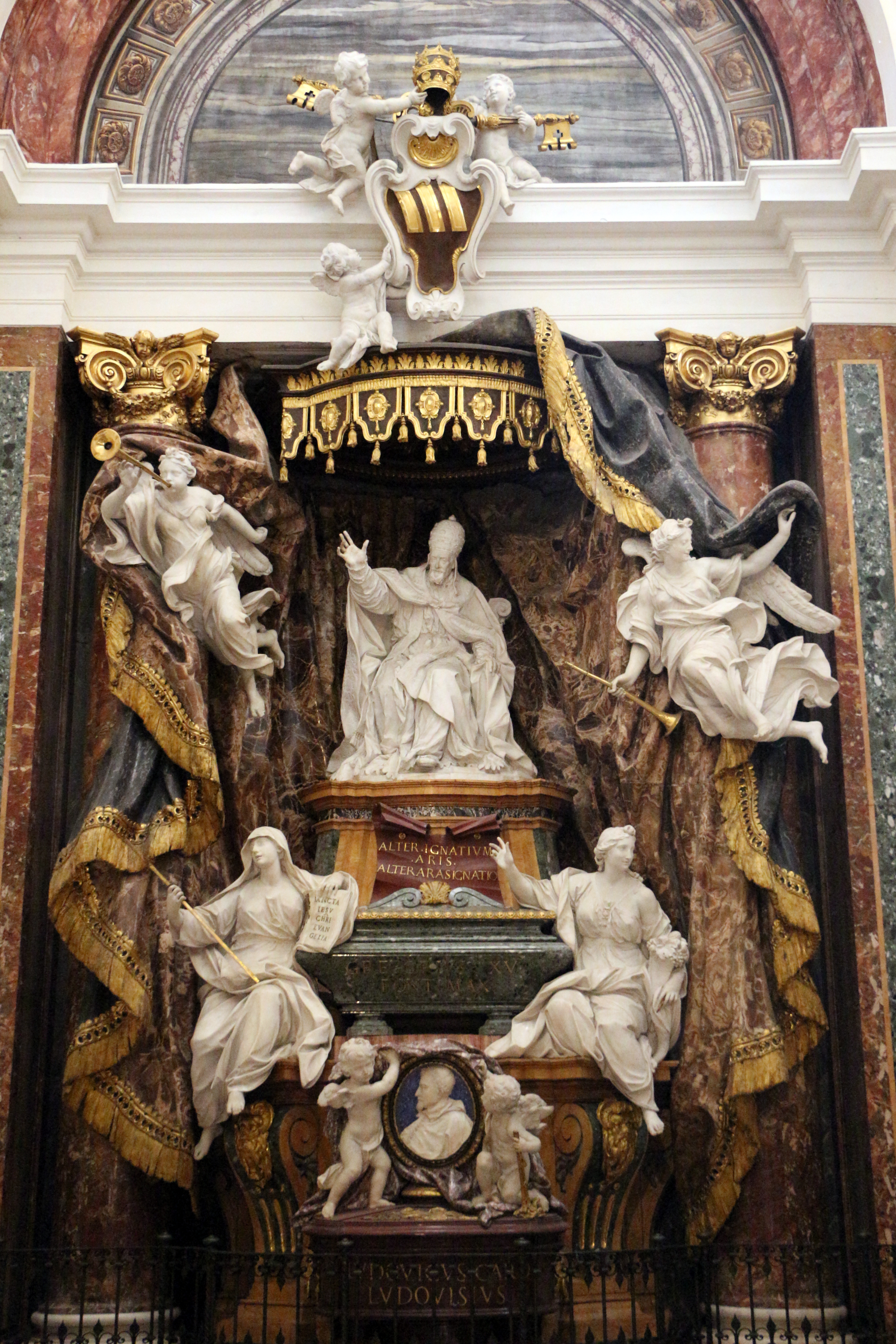
Tomba di Gregorio XV nella Cappella Ludovisi.

Papa Gregorio XV morì l'8 luglio 1623 nel Palazzo del Quirinale a Roma e fu sepolto nella Basilica Vaticana.
Il 13 giugno 1634 le sue spoglie sono state traslate nella cappella dell'Annunziata del Collegio Romano; infine è stato sepolto nella chiesa di Sant'Ignazio di Loyola, dove riposa tuttora.

## Diocesi erette da Gregorio XV
- Vicariato apostolico d'Inghilterra (in una nazione dove il cattolicesimo era stato sradicato) con sede a Westminster;
- 5 dicembre 1622 (bolla Pro excellenti ):
  - Diocesi di San Miniato (il territorio fu ricavato dall'arcidiocesi di Lucca).

### Elevazione al rango di arcidiocesi
- 20 ottobre 1622 (bolla Universi orbis):
- Diocesi di Parigi: elevata al rango di arcidiocesi metropolitana.

## Concistori per la creazione di nuovi cardinali
Gregorio XV convocò quattro concistori, nei quali creò undici nuovi cardinali.

## Beatificazioni e canonizzazioni del pontificato
Gregorio XV canonizzò cinque beati e beatificò due Servi di Dio.

## Genealogia episcopale
La genealogia episcopale è:
- Cardinale Guillaume d'Estouteville, O.S.B.Clun.
- Papa Sisto IV
- Papa Giulio II
- Cardinale Raffaele Sansone Riario
- Papa Leone X
- Papa Paolo III
- Cardinale Francesco Pisani
- Cardinale Alfonso Gesualdo di Conza
- Papa Clemente VIII
- Papa Paolo V
- Cardinale Scipione Caffarelli-Borghese
- Papa Gregorio XV

## Albero genealogico
|                                    |                   |                     | Genitori             |  |  | Nonni |  |  | Bisnonni          |  |  | Trisnonni          |  |
|                                    |                   |                     |                      |  |  |       |  |  | Girolamo Ludovisi |  |  | Bertrando Ludovisi |  |
|                                    |                   |                     |                      |  |  |       |  |  | Girolamo Ludovisi |  |  | Bertrando Ludovisi |  |
|                                    |                   | Caterina Cospi      |                      |  |  |       |  |  | Girolamo Ludovisi |  |  |                    |  |
| Ludovico Ludovisi                  |                   |                     |                      |  |  |       |  |  | Girolamo Ludovisi |  |  |                    |  |
|                                    |                   | Polissena Gozzadini | Brandoligi Gozzadini |  |  |       |  |  |                   |  |  |                    |  |
|                                    |                   | Polissena Gozzadini | Brandoligi Gozzadini |  |  |       |  |  |                   |  |  |                    |  |
|                                    |                   | Polissena Gozzadini | …                    |  |  |       |  |  |                   |  |  |                    |  |
| Pompeo Ludovisi, conte di Samoggia |                   | Polissena Gozzadini |                      |  |  |       |  |  |                   |  |  |                    |  |
|                                    |                   | Annibale Sassoni    | …                    |  |  |       |  |  |                   |  |  |                    |  |
|                                    |                   | Annibale Sassoni    | …                    |  |  |       |  |  |                   |  |  |                    |  |
|                                    |                   | Annibale Sassoni    | …                    |  |  |       |  |  |                   |  |  |                    |  |
| Bernardina Sassoni                 |                   | Annibale Sassoni    |                      |  |  |       |  |  |                   |  |  |                    |  |
|                                    |                   | …                   | …                    |  |  |       |  |  |                   |  |  |                    |  |
|                                    |                   | …                   | …                    |  |  |       |  |  |                   |  |  |                    |  |
|                                    |                   | …                   | …                    |  |  |       |  |  |                   |  |  |                    |  |
| Gregorio XV                        |                   | …                   |                      |  |  |       |  |  |                   |  |  |                    |  |
|                                    | Americo Bianchini | Giacomo Bianchini   |                      |  |  |       |  |  |                   |  |  |                    |  |
|                                    | Americo Bianchini | Giacomo Bianchini   |                      |  |  |       |  |  |                   |  |  |                    |  |
|                                    | Americo Bianchini | Dionea Bargellini   |                      |  |  |       |  |  |                   |  |  |                    |  |
| Alessandro Bianchini               | Americo Bianchini |                     |                      |  |  |       |  |  |                   |  |  |                    |  |
|                                    |                   | …                   | …                    |  |  |       |  |  |                   |  |  |                    |  |
|                                    |                   | …                   | …                    |  |  |       |  |  |                   |  |  |                    |  |
|                                    |                   | …                   | …                    |  |  |       |  |  |                   |  |  |                    |  |
| Camilla Bianchini                  |                   | …                   |                      |  |  |       |  |  |                   |  |  |                    |  |
|                                    |                   | …                   | …                    |  |  |       |  |  |                   |  |  |                    |  |
|                                    |                   | …                   | …                    |  |  |       |  |  |                   |  |  |                    |  |
|                                    |                   | …                   | …                    |  |  |       |  |  |                   |  |  |                    |  |
| Ippolita Legnani                   |                   | …                   |                      |  |  |       |  |  |                   |  |  |                    |  |
|                                    |                   | …                   | …                    |  |  |       |  |  |                   |  |  |                    |  |
|                                    |                   | …                   | …                    |  |  |       |  |  |                   |  |  |                    |  |
|                                    |                   | …                   | …                    |  |  |       |  |  |                   |  |  |                    |  |
|                                    |                   | …                   |                      |  |  |       |  |  |                   |  |  |                    |  |